# حبیب لاجوردی
حبیب لاجوردی (۸ فروردین ۱۳۱۷ در تهران – ۳ مرداد ۱۴۰۰ در واشینگتن، دی.سی.) مدیر پروژه تاریخ شفاهی ایران در مرکز پژوهش‌های خاورمیانه دانشگاه هاروارد بود. لاجوردی دارای کارشناسی از دانشگاه ییل، کارشناسی ارشد مدیریت ارشد کسب‌وکار از دانشگاه هاروارد و دکترای اقتصاد از دانشگاه آکسفورد بود.

## زندگی
حبیب لاجوردی دوران نوجوانی و جوانی را در نیویورک گذراند. پس از پایان تحصیلاتش به ایران بازگشت و در سال ۱۳۴۲ به کار در پیشه خانوادگی‌اش یعنی گروه صنعتی بهشهر پرداخت. وی در سال ۱۳۴۸ با همکاری شماری از اعضای هیئت علمی دانشکده بازرگانی و مدیریت دانشگاه هاروارد، نمونه مشابه آن را در تهران با نام «مرکز مطالعات مدیریت» شعبه ایران دانشگاه هاروارد بنیان گذاشت. او تا پیش از انقلاب ۱۳۵۷ در همان‌جا به آموزش سیاست‌گذاری عمومی مشغول بود.
پس از انقلاب، در جریان مصادره اموال و دارایی‌ها، این شرکت به همراه دیگر کارخانه‌ها و شرکت‌های خاندان لاجوردی مصادره شد. با این حال، حبیب لاجوردی قصد ترک ایران را نداشت. اما ترور مشکوک برادرزاده‌اش و اعلام نام او و دیگر اعضای خانواده لاجوردی به عنوان مفسد فی الارض دلایل ترک او از ایران شدند.
اکبر لاجوردیان از اقوام حبیب لاجوردی یکی از بنیانگذاران شرکت توسعه صنعتی بهشهر که در زمان وقوع انقلاب مدیرعامل این شرکت بود در کتاب ۱۱۰ سال پیدایش و گسترش گروه صنعتی بهشهر ذکر می‌کند که «اکبر لاجوردیان از خویشاوندان حبیب لاجوردی تلاش کرد تا گروه صنعتی بهشهر را حفظ کند. او پس از دیدار با مهدی بازرگان دریافت که ممکن است دولت وی نتواند جلوی مصادره اموال خانوادگی آنها را بگیرد. برای همین دیداری با ابوالحسن بنی‌صدر در خانه خواهر بنی‌صدر ترتیب داد تا او را با گروه صنعتی بهشهر بیشتر آشنا کند. او می‌گوید که آنها را به یک اتاق کوچک راهنمایی کردند و ابوالحسن بنی‌صدر با پیژامه و صورت نتراشیده وارد شد. بنی‌صدر پس از سلام بلافاصله گفت که همه صنایع ایران مونتاژی هستند و برای کشور مفید نیستند. او در هنگام گفتگو توجهی به حرف‌های اکبر لاجوردیان نکرد و یکباره از جای خود بلند شد و گفت که برای سخنرانی باید برود و جلسه را ترک کرد.»
مرکز مطالعات مدیریت شعبه ایران دانشگاه هاروارد آمریکا نیز با نام دانشگاه امام صادق به محمدرضا مهدوی کنی سپرده شد.
حبیب لاجوردی به فاصله کوتاهی پس از خروج از ایران پروژه تاریخ شفاهی ایران در دانشکده مطالعات خاورمیانه دانشگاه هاروارد را راه‌اندازی کرد.
لاجوردی کتاب اتحادیه‌های کارگری و خودکامگی در ایران (انتشارات دانشگاه سیراکیوز، ۱۹۸۵ سیراکوس) نوشته که ترجمه‌ای از آن در ایران منتشر شده است.
تأسیس مرکز مطالعات مدیریت ایران
با سرعت گرفتن توسعه اقتصادی ایران در اواخر دهه ۴۰ شمسی، جامعه صنعتی ایران به مدیران تحصیل کرده و آگاه نیاز بیشتری پیدا می‌نمود. صاحبان صنایع بزرگ نیازمند مدیرانی بودند که علاوه بر دانش روز دوره‌های مدیریت را سپری کرده باشند. حبیب لاجوردی باسابقه‌ای که در دوران تحصیل در دانشگاه هاروارد کسب کرده بود و از سویی خودش در کسب و کار خانوادگی اش در گروه صنعتی بهشهر نیاز به مدیران میانی با دانش را حس کرده بود بهترین فرد برای این پروژه بود. دوستان حبیب لاجوردی و برخی دانشگاهیان مسئولیت تأسیس مرکزی برای تربیت مدیران را به او سپردند. او با سفر و مکاتبه با هاروارد نظر مثبت این دانشگاه معتبر را جلب کرد و آنها حمایت معنوی را به عهده گرفتند که تا زمان انقلاب اسلامی ریاست این مرکز خصوصی دانشگاهی با هاروارد بود.
تحصیل حبیب لاجوردی در رشته MBA دانشگاه هاروارد در سطح کارشناسی ارشد موجب گردید مسئولیت تأسیس مرکز مطالعات مدیریت ایران را به او بسپارند. تأسیس مدرسه مدیریت نیاز اساسی صنعت و مورد علاقه شخصی حبیب لاجوردی بود. دولت وقت زمین این مرکز را به آنها واگذار کرد و ساخت مدرسه با هزینه شخصی حبیب لاجوردی، صنایع بزرگ و برخی متولیان منجمله محمد تقی برخوردار نهایی گردید. دوازده نفر از افراد برجسته اقتصادی ایران از جمله سیاوش ارجمند (گروه صنعتی ارج)، هدایت‌الله بهبهانی (شرکت صنعتی جنرال)، حسن خسروشاهی (گروه صنعتی مینو)، محمود رضایی (شرکت مس سرچشمه)، عبدالعلی فرمانفرماییان (نفت پارس) عضو هیئت امنای این دانشگاه بودند. در این مرکز و براساس برنامه درسی فشرده، بر روی ۶۰۰ موضوع در حوزه‌های مختلف مدیریتی با حضور استادان ایرانی و استادان دانشگاه هاروارد تدریس می‌شد. بیشتر این درسها به زبان انگلیسی بود. دانشگاه هاروارد با اعزام مدیر تا سال ۱۳۵۷ شمسی حمایت خود را از این مرکز به انجام رسانید همچنین شخصی به نام دکتر جی بی کاسارجیان کمک شایانی در راه اندازی این مدرسه مدیریت نمود. او استاد رفتار سازمانی مرکز مطالعات مدیریت ایران بود.
معمولاً دوره مدیریت مرکز ۱۱ ماه بود و از زمان تأسیس تا وقوع انقلاب اسلامی هشت دوره مدیریت برگزار نمود که با وقوع انقلاب اسلامی راه و روش مدرسه یا مرکز مطالعات تغییر کرد.
با وقوع انقلاب اسلامی و مصادره اموال بخش خصوصی که نخبه‌های اقتصادی کشور بودند دوران تغییر ماهیت این مدرسه عالی مدیریت نیز تغییر کرد و آخرین دوره مدیریت نیز قبل از انقلاب فرهنگی و بسته شدن دانشگاه‌ها برگزار شد.

## درگذشت
حبیب لاجوردی در ۳ مرداد ۱۴۰۰ در سن ۸۳ سالگی در واشینگتن، دی.سی. درگذشت.

## پروژه تاریخ شفاهی ایران
لاجوردی در سال ۱۳۵۹ به پیشنهاد یکی از استادان دانشگاه هاروارد اقدام به نوشتن طرح اولیه پروژه تاریخ شفاهی ایران کرد و در شهریور ۱۳۶۰ این طرح به صورت اجرایی در مرکز پژوهش‌های خاورمیانه دانشگاه هاروارد شروع به کار کرد.
او به اتفاق همکاران خود در این پروژه با ۱۳۴ نفر که در تاریخ معاصر ایران ناظر یا بازیگر در رویدادهای تاریخی بین سال‌های ۱۲۹۹ الی ۱۳۶۰ بودند مصاحبه کرد، این پروژه نزدیک به ۱۰ سال به طول انجامید.
مصاحبه‌های زیر از مجموعه تاریخ شفاهی دانشگاه هاروارد در ایران به کوشش حبیب لاجوردی نشر یافته است:
1. ناصر قشقایی، ایلخان ایل قشقایی، عضو جبهه ملی ایران، نماینده چند دوره مجلس شورای ملی و سناتور مجلس سنا -۱۹۸۳ - مصاحبه گر:حبیب لاجوردی
2. مظفر بقایی کرمانی، نمایندهٔ سابق مجلس شورای ملی و دبیرکل حزب زحمتکشان ملت ایران- نشر علمی ۱۳۸۲ - مصاحبه گر: حبیب لاجوردی
3. شاپور بختیار، آخرین نخست‌وزیر پهلوی - نشر زیبا ۱۳۸۰ - مصاحبه گر:ضیاء صدقی
4. سپهبد حاجی علی کیا، رئیس اداره دوم ارتش شاهنشاهی ایران - رئیس سازمان کوک - نشر زیبا ۱۳۸۱ - مصاحبه گر:حبیب لاجوردی
5. ارتشبد حسن طوفانیان، مشاور عالی تسلیحاتی ستاد بزرگ ارتش داران -رئیس سازمان صنایع نظامی - نشر زیبا - ۱۳۸۱ - مصاحبه گر:ضیاء صدقی
6. محمود فروغی فرزند محمد علی فروغی (آخرین نخست‌وزیر رضا شاه و اولین نخست‌وزیر محمدرضاشاه) -نشر کتاب نادر-۱۳۸۲ - مصاحبه گر:حبیب لاجوردی
7. امیر تیمور کلالی، رئیس ایل تیموری، نماینده مجلس شورای ملی، وزیر کشور و سرپرست شهربانی کل کشور در زمان حکومت ملی دکتر مصدق - نشر صفحه سفید - ۱۳۸۷ - مصاحبه گر: حبیب لاجوردی
8. جعفر شریف‌امامی، رئیس مجلس سنا - نخست‌وزیر پهلوی - نشر نگاه امروز - ۱۳۸۰ - مصاحبه‌کننده: حبیب لاجوردی
9. مهدی حایری یزدی، استاد فلسفه و فرزند بنیان‌گذار حوزه علمیه قم - نشر کتاب نادر - مصاحبه گر:ضیاء صدقی
10. محمد یگانه رئیس کل بانک مرکزی - وزیر دارایی - وزیر مسکن و آبادانی - وزیر مشاور - نشر ثالث -۱۳۸۴ - مصاحبه گر: ضیاء صدقی
11. علی امینی وزیر دارایی - نخست‌وزیر سال ۱۳۴۰ الی ۱۳۴۲ - نشر صفحه سفید -۱۳۸۳ - حبیب لاجوردی
12. عبدالمجید مجیدی وزیر مشاور- رئیس سازمان برنامه و بودجه -نشر گام نو -۱۳۸۱ - حبیب لاجوردی- مصاحبه گر: ضیاء صدقی
13. سلطان حمید میرزا قاجار فرزند ولیعهد ایران در زمان قاجار (میرزا حسن خان قاجار) - نشر ثالث -۱۳۸۷ - حبیب لاجوردی
14. کریم سنجابی، اولین وزیر خارجه دولت موقت - رهبر جبهه ملی ایران - نماینده مجلس شورای ملی دوره اول پس از انقلاب - نشر تحت عنوان امیدها و ناامیدی‌ها ۱۳۷۹
15. سپهبد محسن مبصر، رئیس شهربانی کل کشور - ۱۳۴۳ الی ۱۳۴۹ - نشر صفحه سفید - ۱۳۹۰ - مصاحبه گر: حبیب لاجوردی
16. دکتر محمدعلی مجتهدی‌گیلانی، مدیر دبیرستان البرز و بنیان‌گذار دانشگاه صنعتی شریف -نشر کتاب نادر -۱۳۸۰ - مصاحبه گر: حبیب لاجوردی
17. ریچارد فرای، ایران‌شناس و زبان‌شناس - شرکت سهامی انتشار -۱۳۹۷ - مصاحبه گر: شهلا حائری - مترجم: بهمن زبردست
18. دنیس رایت، دیپلمات - شرکت سهامی انتشار -۱۳۹۹ - مصاحبه گر: حبیب لاجوردی - مترجم: بهمن زبردست
19. دریارسالار کمال حبیب‌اللهی آخرین فرماندهِ نیروی دریایی شاهنشاهی ایران[۳]
20. اردشیر زاهدی فرزند فضل‌الله زاهدی - وزیر امورخارجه و سفیر ایران در آمریکا و انگلستان- مصاحبه گر :حبیب لاجوردی
21. مسعود رجوی، رئیس سازمان مجاهدین خلق ایران - مصاحبه گر: ضیاء صدقی

از میان کتاب‌های فوق خاطرات سلطان حمید میرزا قاجار، ریچارد فرای و دنیس رایت به زبان انگلیسی بوده است که به فارسی ترجمه شده و همچنین خاطرات فاطمه پاکروان نیز به زبان انگلیسی توسط the Center for Middle Eastern Studies of Harvard University نشر یافته است که به زبان فارسی ترجمه نشده است.
خاطرات محمد یگانه و کریم سنجابی و مهندس جعفر شریف‌امامی، سپهبد محسن مبصر نیز از سوی the Center for Middle Eastern Studies of Harvard University انتشار نیافته است احتمالاً ناشران به صورت مستقیم از کتابخانه دانشگاه هاروارد جهت نشر آن استفاده کرده‌اند.